# Oak Grove Butterfield Stage Station
Oak Grove Butterfield Stage Station  fue una instalación militar ubicada en Warner Springs, California.  Oak Grove Butterfield Stage Station se encuentra inscrito como un Hito Histórico Nacional en el Registro Nacional de Lugares Históricos desde el 15 de octubre de 1966.

## Ubicación
Oak Grove Butterfield Stage Station se encuentra dentro del condado de San Diego en las coordenadas 33°23′23″N 116°47′39″O / 33.389722, -116.794167.